# Сюткюль (деревня)
Сюткю́ль (чув. Çуткӳл) — деревня в Тораевском сельском поселении Моргаушского района Чувашской Республики.

## История
Поставлением ВЦИК РСФСР от 11 июля 1924 г. деревня Анчик-Кассы Тараевской волости Ядринского уезда переименована в Сут-Куле.

## Население
| 2010 | 2012 |
| ---- | ---- |
| 123  | ↗143 |